# ALBi
ALBi（アルビ）は、かつて大阪駅高架下（旧：ギャレ大阪本館北側・西館跡地）に存在したアウトドア・ファッションの専門店街である。JR西日本大阪開発（旧：ジェイアール西日本クリエイト）が運営管理し、成城石井も出店していた。

## 概要
2011年3月31日に営業を終了した旧ギャレ大阪の西館（ギャレウエスト）をリニューアルしたアウトドアファッションの専門店街として2011年6月16日にオープンした。大阪駅桜橋口を出て横断歩道を渡ったところにあり、大阪中央郵便局旧局舎の隣に位置する。内部で梅三小路と繋がっている。西側のフロアは「アウトドアのアルビ」と称する。
2012年10月31日には、旧ギャレ大阪本館北側部分に新たに「ファッションのアルビ」と称する女性向けファッションのフロアが専門店街エキマルシェ大阪内にオープンした。

## 主なテナント
出店テナントの詳細については公式サイト「フロアガイド」を参照。
アウトドアのアルビ
- モンベル
- エーグル
- コロンビアスポーツウェア
- フォックスファイヤー
- スノーピーク

ファッションのアルビ（エキマルシェ大阪内）
- スリーコインズ

## 営業時間
- アウトドアのアルビ　11:00 - 21:00（成城石井は8:00 - 23:00）
- ファッションのアルビ　10:00 - 21:00

## 沿革
- 2011年（平成23年）
  - 3月31日：大阪駅の改良工事により、ギャレ大阪が閉館。
  - 4月22日：旧ギャレ大阪西館跡地に「モンベル」が先行オープン。
  - 4月28日：旧ギャレ大阪西館跡地に新たにオープンするショッピングセンターの名称（「ALBi（アルビ）」）と開業日・概要を発表[1]。
  - 5月17日：「ALBi（アルビ）」の詳細（出店テナント等）を発表[2]。
  - 6月16日：「ALBi（アルビ）」オープン。
- 2012年（平成24年）
  - 10月31日：「ALBi」ファッションエリア（「ファッションのアルビ」）が、エキマルシェ大阪内にオープン[3]。
- 2020年（令和2年）
  - 8月30日：「アウトドアのアルビ」が閉館[4][5]。
- 2021年（令和3年）
  - 2月28日：「ファッションのアルビ」が閉館[5]。

## 交通機関
- JR 大阪駅 桜橋口 西向かい
- Osaka Metro御堂筋線 梅田駅
- 阪急 大阪梅田駅
- 阪神 大阪梅田駅
- Osaka Metro四つ橋線 西梅田駅
- Osaka Metro谷町線 東梅田駅
- JR東西線 北新地駅